# Mander
Pour les articles homonymes, voir Mander (homonymie).
Mander est un village situé dans la commune néerlandaise de Tubbergen, dans la province d'Overijssel. Le 1er janvier 2007, le village comptait environ 400 habitants.